# Gloria Estefan
Gloria María Milagrosa Fajardo García, coniugata Estefan (L'Avana, 1º settembre 1957), è una cantante e attrice cubana naturalizzata statunitense.
Nella sua trentennale carriera ha venduto più di 75 milioni di dischi in tutto il mondo, di cui 31,5 soltanto negli Stati Uniti d'America.

## Biografia
Con gli zii fugge da Cuba quando Gloria ha solo 20 mesi d'età, essendo il padre la guardia del corpo della moglie del dittatore Fulgencio Batista. Dopo un anno a Miami, la famiglia si trasferisce nuovamente, questa volta in Texas, dove il padre della futura cantante viene trasferito per ragioni di lavoro, essendo nell'esercito. Gloria coltiva fin da piccola il suo amore per la musica, suonando la chitarra.
Con il passare degli anni, e con l'idea di organizzare un gruppo musicale, conosce Emilio Estefan, con il quale si sposerà. Il giovane Emilio animava feste e nozze insieme alla sua banda, i "Miami Latin Boys", gruppo nel quale Gloria entrerà a far parte più avanti. Dopo vari concerti, il nome del gruppo cambia in "Miami Sound Machine". Gloria ed Emilio si sposano nel 1978.
Nel 1980 nasce il primo figlio della coppia, Nayib: nello stesso anno muore il padre della Estefan. Nel 1980, cominciano a pubblicare i loro primi lavori: Renacer, Miami Sound Machine, Imported. In questi dischi si mescolano sonorità latine con parole in spagnolo e in inglese. Nel 1981 la CBS offre loro un contratto con il quale pubblicano vari dischi.
Nel 1984, i Miami Sound Machine pubblicano l'album Eyes of Innocence che ottiene un notevole successo, ma è soprattutto il lavoro seguente Primitive Love (1985) a donare al gruppo un'enorme popolarità. I tre singoli estratti dall'album, Conga, Words Get In The Way (quinta posizione nella classifica Billboard Hot 100 e quarta in Nuova Zelanda) e Bad Boy (quinta posizione nei Paesi Bassi, sesta in Germania, settima in Nuova Zelanda, ottava in Austria e nella Billboard Hot 100 e nona in Svizzera) furono dei successi internazionali.
Il successivo album del 1987, Let It Loose, vendette milioni di copie e conteneva le hits: Anything for You (primo nella Billboard Hot 100 e secondo nei Paesi Bassi), 1-2-3 (terzo nella Billboard Hot 100 e nono nel Regno Unito), Rhythm Is Gonna Get You (5 Billboard Hot 100) e Can't Stay Away From You (primo nei Paesi Bassi per tre settimane e nelle Fiandre in Belgio per due settimane, sesto nella Hot Billboard 100 e settimo nel Regno Unito). 
Nel 1988 il nome della band cambia in Gloria Estefan and Miami Sound Machine.
Nel 1989 il nome della band diventa solamente Gloria Estefan e viene pubblicato l'album Cuts Both Ways che contiene il singolo Don't Wanna Lose You che raggiunge la prima posizione nella Billboard Hot 100, la quinta nei Paesi Bassi e la sesta in Irlanda e nella Official Singles Chart.
Nel 1990 il brano Here We Are raggiunge la sesta posizione nella Billboard Hot 100 e la settima in Irlanda. Un incidente devastante con un tour bus lasciò Gloria Estefan temporaneamente paralizzata e i dottori le dissero che non avrebbe potuto camminare mai più (fortunatamente ha recuperato l'uso delle gambe). Dopo questo ha donato, finora, più di 42 milioni di dollari alla ricerca sulla paralisi, dedicando gran parte della sua vita alla ricerca di una cura.
Nel 1991 esce l'album Into the Light che contiene il singolo Coming Out of the Dark che raggiunge la prima posizione nella Billboard Hot 100 ed in Canada.
Nel 1993 la Estefan vince un Grammy per Best Tropical Latin Album per il disco Mi tierra al quale hanno collaborato Tito Puente, Sheila E. e la London Symphony Orchestra. L'album contiene il singolo omonimo che raggiunge la prima posizione in Spagna. Nel 1995 viene invece premiata con un Grammy per Best Tropical Latin Album per il disco Abriendo puertas. Anche questa volta l'album contiene il singolo omonimo che raggiunge la prima posizione in Spagna.
Nel 1994 per il film Lo specialista (The Specialist) con Sylvester Stallone vengono scelte alcune sue canzoni per la colonna sonora del film, tra cui una sua cover Turn the Beat Around.
Nel 1998 esce l'album Gloria! che contiene i singoli Corazón prohibido ed Oye! che raggiungono la prima posizione in Spagna e nello stesso anno partecipa a "Divas live", l'evento organizzato dalla Vh1 Music First, in cui duetta con Aretha Franklin, Céline Dion (con cui duetterà ancora nel 1999), Mariah Carey, Shania Twain. Successivamente partecipa a Modena al "Pavarotti & Friends", interpretando Mi tierra, We Are the World e duettando con Luciano Pavarotti in "Fiorin fiorello".
Nel 1999 il suo brano Music of My Heart con i 'N Sync, contenuto nella colonna sonora del film La musica del cuore, raggiunge la seconda posizione nella Billboard Hot 100.
Nel 2000 esce l'album Alma caribeña - Caribbean soul, che contiene il singolo No Me Dejes de Querer che raggiunge la prima posizione in Spagna e la canzone Tres gotas de agua bendita, che raggiunge la quinta posizione sempre in Spagna, in cui Gloria duetta con la leggendaria guarachera di Cuba Celia Cruz; il sodalizio fra Gloria e Celia durerà a lungo, con diversi duetti, a cominciare dai Latin Grammy Awards del 2000, in cui Gloria, Celia e Ricky Martin omaggiano insieme il grande Tito Puente. Nel 2003 infatti la catena televisiva "Telemundo" sceglie proprio Gloria Estefan per presentare, assieme a Marc Anthony, il concerto tributo alla guarachera di Cuba, che di lì a poco sarebbe scomparsa.
A settembre 2007 esce il suo primo vero disco cubano: 90 millas, ossia la distanza fra Cuba e la Florida. Al disco hanno collaborato, fra gli altri, anche Carlos Santana, José Feliciano, Sheila E., Johnny Pacheco, Arturo Sandoval, Cachao e Paquito D'Rivera. L'album ha causato molte polemiche all'interno della comunità degli esuli cubani di Miami, per via della partecipazione di Santana, il quale, a detta di alcuni, avrebbe in passato elogiato il regime di Fidel Castro e la figura di Che Guevara, ma Gloria ed Emilio Estefan hanno dichiarato di non aver mai collaborato e di non aver intenzione di collaborare con chi sostiene o elogia i due rivoluzionari; questa dichiarazione stride però con il fatto che abbiano collaborato con Santana stesso, del quale esistono fotografie in cui indossa una t-shirt con l'effigie di Guevara.
L'album vince il Latin Grammy Award per Best Traditional Tropical Album ed il brano Píntame De Colores vince il Latin Grammy Award per Best Tropical Song e l'artista viene premiata anche con il Latin Grammy Award Recording Association "Person of the Year". Dopo il lancio del nuovo album ha tenuto molti concerti, anche in Spagna e Paesi Bassi.
Nel 2009 si esibisce assieme a molti cantanti latinoamericani alla Casa Bianca in occasione della Fiesta latina. Al termine della serata tutta la famiglia Obama ballerà sulle note della sua Mi tierra. Nel 2012 appare come guest star nella serie televisiva Glee nel ruolo di Maribel Lopez, madre di Santana.
Il 10 settembre 2013 viene pubblicato il nuovo album The Standards contenente una cover di Charlie Chaplin in duetto con Laura Pausini. La versione in lingua spagnola Sonríe (Smile) viene pubblicata sull'album per il mercato latino e quello europeo; la versione in lingua italiana Sorridi (Smile) sull'album per il mercato europeo.

## Discografia

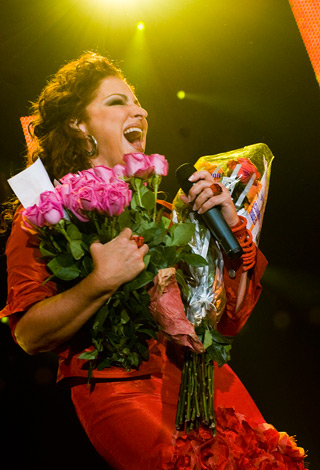
Gloria Estefan coi fiori ricevuti per il suo compleanno, durante uno show a Rotterdam.

### Con i Miami Sound Machine
- 1977 – Renacer
- 1978 – Miami Sound Machine
- 1979 – Imported
- 1980 – MSM
- 1981 – Otra Vez
- 1982 – Rio
- 1984 – A Toda Maquina
- 1984 – Eyes of Innocence
- 1985 – Conga!
- 1986 – Primitive Love
- 1987 – Let It Loose
- 1988 – Anything For You[8]

### Da solista
- 1989 – Cuts Both Ways
- 1990 – Exitos de Gloria Estefan
- 1991 – Into the Light
- 1992 – Greatest Hits
- 1993 – Mi tierra
- 1993 – Christmas Through Your Eyes
- 1994 – Hold Me, Thrill Me, Kiss Me
- 1995 – Abriendo puertas
- 1996 – Destiny
- 1997 – Best of Gloria Estefan
- 1998 – Gloria!
- 2000 – Alma caribeña / Caribbean Soul
- 2001 – Greatest Hits, Vol. II
- 2003 – Unwrapped
- 2004 – Amor y Suerte: Exitos Romanticos
- 2007 – 90 millas
- 2011 – Miss Little Havana
- 2013 – The Standards
- 2020 – Brazil305

## Filmografia

### Cinema
- La musica del cuore (Music of the Heart), regia di Wes Craven (1999)
- Io & Marley (Marley & Me), regia di David Frankel (2008)
- G-Force - Superspie in missione (G-Force), regia di Hoyt Yeatman (2009)
- A Change of Heart, regia di Kenny Ortega (2017)
- Il padre della sposa - Matrimonio a Miami (Father of the Bride), regia di Gary Alazraki (2022)

### Televisione
- The Arturo Sandoval Story, regia di Joseph Sargent - film TV (2000)
- Frasier - serie TV, episodio 7x16 (2000)
- Glee - serie TV, episodi 3x22–6x08 (2012–2015)
- Jane the Virgin - serie TV, episodio 3x03 (2016)
- Giorno per giorno (One Day at a Time) - serie TV, episodio 3x01 (2019)